# Nederlands korfbalteam

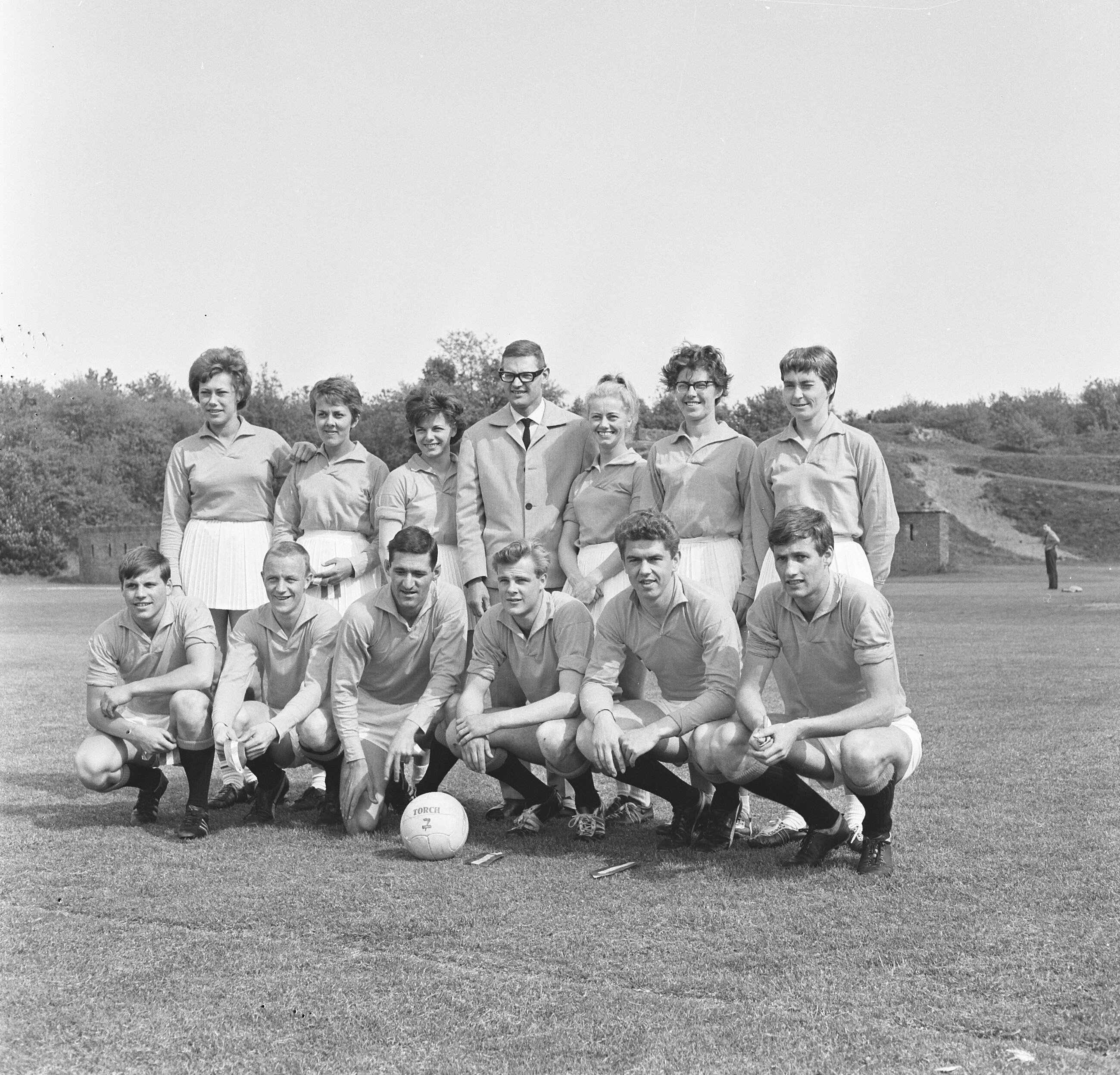
Het Nederlands korfbalteam in 1965

Het Nederlands korfbalteam is een team van korfballers dat Nederland vertegenwoordigt in internationale wedstrijden. De verantwoordelijkheid van het Nederlands korfbalteam ligt bij het Koninklijk Nederlands Korfbalverbond.
Het achttal is het succesvolst in de wereld: het won tien van de elf wereldkampioenschappen (slechts in 1991 werd er in en tegen België verloren) en alle negen de edities van het Europees kampioenschap. Tevens werden alle tien edities gewonnen op de Wereldspelen.

## Resultaten op de wereldkampioenschappen
| Wereldkampioenschap korfbal |               |             |            |
| Jaar                        | Kampioenschap | Gastheer    | Klassering |
| 1978                        | 1e WK         | Nederland   | Goud       |
| 1984                        | 2e WK         | België      | Goud       |
| 1987                        | 3e WK         | Nederland   | Goud       |
| 1991                        | 4e WK         | België      | Zilver     |
| 1995                        | 5e WK         | India       | Goud       |
| 1999                        | 6e WK         | Australië   | Goud       |
| 2003                        | 7e WK         | Nederland   | Goud       |
| 2007                        | 8e WK         | Tsjechië    | Goud       |
| 2011                        | 9e WK         | China       | Goud       |
| 2015                        | 10e WK        | België      | Goud       |
| 2019                        | 11e WK        | Zuid-Afrika | Goud       |
| 2023                        | 12e WK        | Taiwan      | Goud       |
| 2027                        | 13e WK        | Nederland   |            |

## Resultaten op de Wereldspelen
| Wereldspelen |                  |                       |            |
| Jaar         | Kampioenschap    | Gastland              | Klassering |
| 1985         | 2e Wereldspelen  | Londen (Engeland)     | Goud       |
| 1989         | 3e Wereldspelen  | Karlsruhe (Duitsland) | Goud       |
| 1993         | 4e Wereldspelen  | Den Haag (Nederland)  | Goud       |
| 1997         | 5e Wereldspelen  | Lahti (Finland)       | Goud       |
| 2001         | 6e Wereldspelen  | Akita (Japan)         | Goud       |
| 2005         | 7e Wereldspelen  | Duisburg (Duitsland)  | Goud       |
| 2009         | 8e Wereldspelen  | Kaohsiung (Taiwan)    | Goud       |
| 2013         | 9e Wereldspelen  | Cali (Colombia)       | Goud       |
| 2017         | 10e Wereldspelen | Wroclaw (Polen)       | Goud       |
| 2022         | 11e Wereldspelen | Birmingham (USA)      | Goud       |
| 2025         | 12e Wereldspelen | Chengdu (China)       | Goud       |

## Resultaten op de Europese kampioenschappen
| Europees kampioenschap korfbal |               |           |            |
| Jaar                           | Kampioenschap | Gastland  | Klassering |
| 1998                           | 1e EK         | Portugal  | Goud       |
| 2002                           | 2e EK         | Catalonië | Goud       |
| 2006                           | 3e EK         | Hongarije | Goud       |
| 2010                           | 4e EK         | Nederland | Goud       |
| 2014                           | 5e EK         | Portugal  | Goud       |
| 2016                           | 6e EK         | Nederland | Goud       |
| 2018                           | 7e EK         | Nederland | Goud       |
| 2021                           | 8e EK         | België    | Goud       |
| 2024                           | 9e EK         | Spanje    | Goud       |

## Huidige samenstelling
De samenstelling van het Nederlandse korfbalteam (laatste update: 16-04-2025)
Staf
- Hoofdcoach: Ard Korporaal
- Assistent bondscoach: Samantha Schorn-Jonkman
- Fysiotherapeut: Ada Jansen
- Arts: Anne van Vegchel
- Teammanager: Bibi Terlouw

Dames
- Jessica Lokhorst, Fortuna
- Brett Zuijdwegt , PKC
- Marije Visser, LDODK
- Esther Cordus, KZ
- Fleur Hoek, Fortuna
- Annelie de Korte, DVO
- Nikki Boerhout, KZ
- Daniëlle Boadi, DVO
- Nienke Hintzbergen, PKC
- Sabine Verhoef, LDODK

Heren
- Olav van Wijngaarden, PKC
- Daan Preuninger, Fortuna
- Harjan Visscher, LDODK
- Alwin Out, KZ
- Ran Faber, LDODK
- Bo Oppe, PKC
- Koen van Roekel, DVO
- Julian Frieswijk, LDODK
- Carlo de Vries, KZ

## Recordinternationals
De top 5 internationals met het meeste interlands bij de senioren in veld plus zaal 
| nr | naam           | totaal (veld+zaal) |
| -- | -------------- | ------------------ |
| 1  | Leon Simons    | 94                 |
| 2  | Suzanne Struik | 69                 |
| 3  | Mady Tims      | 60                 |
| 4  | Tim Bakker     | 55                 |
| 5  | Jos Roseboom   | 54                 |

(laatste update: 25-02-2020)

### Voormalige selecties
1: Hanneke Cosijn ·
2: Kees de Boer ·
3: Renate de Weerd ·
4: Shirley Eilbracht ·
5: Petra Geelhoed ·
6: Hans Heemskerk ·
7: René  Kruse ·
8: Joke Meeuwsen ·
9: Peter Schallenberg ·
10: Koos Snel ·
11: Margrita van der Kolk · 12: Bram van der Zee · 13: Arianne van Leeuwen · 14: Erik Wolsink · Coach: Ben Crum
1: Jan de Jager ·
2: Tjeerd de Jong ·
3: Mirelle Fortuin ·
4: Aegle Frieswijk ·
5: Hans Heemskerk ·
6: Koos Roodenburg ·
7: Marja Schaap ·
8: Ron Steenbergen ·
9: Jacqueline van Beek ·
10: Jeanette van Beek ·
11: Margrita van der Kolk · 12: Bram van der Zee · 13: Hanneke van Eck · 14: Alice van Geffen · Coach: Ben Crum
1: Jiska Brandt ·
2: Jitte Bukkens ·
3: Jan de Jager ·
4: Angelique Klompmaker ·
5: René Kruse ·
6: Benno Landkroon ·
7: Hans Leeuwenhoek ·
8: Oscar Mulders ·
9: Joyce Smits ·
10: Ron Steenbergen ·
11: Jacqueline van Beek · 12: Jeanette van Beek · 13: Margo van der Singel · 14: Frits Wip · Coach: Ben Crum
1: Jonni Abbenhuis ·
2: Yke Bijlsma ·
3: Wendy Giezen ·
4: Mariet Huitema ·
5: Daniël Hulzebosch ·
6: Mandy Loorij ·
7: Jan Niebeek ·
8: Taco Poelstra ·
9: Daniela Riet ·
10: Leon Simons ·
11: Joyce Smits · 12: Frank van het Kaar · 13: Kees Vlietstra · 14: Dennis Voshart · Coach: Jan Hof
1: Daniël Hulzebosch ·
2: Daniela Riet ·
3: Dennis Voshart ·
4: Erik Simons ·
5: Heleen van der Wilt ·
6: Helmi Langenhorst ·
7: Jiska Brandt ·
8: Kees Slingerland ·
9: Kees Vlietstra ·
10: Leon Simons ·
11: Mandy Loorij · 12: Marjan de Jong · 13: Tim Abbenhuis · Coach: Jan Sjouke van den Bos
1: André Kuipers ·
2: Barry Schep ·
3: Joost Preuninger ·
4: Leon Simons ·
5: Michiel Gerritsen ·
6: Steven de Graaf ·
7: Wim Scholtmeijer ·
8: Heleen van der Wilt ·
9: Mady Tims ·
10: Marjan de Jong ·
11: Bianca Joustra · 12: Bregtje van Drongelen · 13: Mirjam de Kleijn · 14: Sabrina Bijvank · Coach: Jan Sjouke van den Bos
1: Tim Bakker ·
2: Casper Boom ·
3: Henriëtte Brandsma ·
4: Kim Cocu ·
5: Roxanna Detering ·
6: André Kuipers ·
7: Mirjam Maltha ·
8: Jos Roseboom ·
9: Leon Simons ·
10: Eva Sprangers ·
11: Suzanne Struik · 12: Gerald van Dijk · 13: Bregtje van Drongelen · 14: Rick Voorneveld · Coach: Jan Sjouke van den Bos
1: Tim Bakker ·
2: Nadhie den Dunnen ·
3: Rianne Echten ·
4: Marjolijn Kroon ·
5: Richard Kunst ·
6: Laurens Leeuwenhoek ·
7: Rosemarie Roozenbeek ·
8: Jos Roseboom ·
9: Barry Schep ·
10: Mick Snel ·
11: Celeste Split · 12: Suzanne Struik · 13: Marjon Visser · 14: Rick Voorneveld · Coach: Jan Sjouke van den Bos
1: Erwin Zwart ·
2: Jet Hendriks ·
3: Mick Snel ·
4: Nadhie den Dunnen ·
5: Harjan Visscher ·
6: Richard Kunst ·
7: Laurens Leeuwenhoek ·
8: Maaike Steenbergen ·
9: Celeste Split ·
10: Marjolijn Kroon ·
11: Nick Pikaar · 12: Esther Cordus · 13: Olav van Wijngaarden · 14: Suzanne Struik · Coach: Wim Scholtmeijer
1: Terrenc Griemink ·
2: Olav van Wijngaarden ·
3: Daan Preuninger ·
4: Jessica Lokhorst ·
5: Esther Cordus ·
6: Sanne van der Werff ·
7: Barbara Brouwer ·
8: Jelmer Jonker ·
9: Brett Zuijdwegt ·
10: Anouk Haars ·
11: Laurens Leeuwenhoek · 12: Harjan Visscher · 13: Fleur Hoek · 14: Alwin Out · Coach: Jan Niebeek
1: Jessica Lokhorst ·
2: Esther Cordus ·
3: Fleur Hoek ·
4: Daniëlle Boadi ·
5: Nikki Boerhout ·
6: Nienke Hintzbergen ·
7: Marije Visser ·
8: Olav van Wijngaarden ·
9: Harjan Visscher ·
10: Ran Faber ·
11: Julian Frieswijk · 12: Alwin Out · 13: Bo Oppe · 14: Carlo de Vries · Coach: Ard Korporaal
1: Arianne van Leeuwen ·
2: Jessica Barend ·
3: Hanneke Cosijn ·
4: Shirley Eilbracht ·
5: Monique Robijns ·
6: Karin Spierings ·
7: Alie Sok ·
8: Marijke Woudstra ·
9: Hans Heemskerk ·
10: René Kruse ·
11: Peter Schallenberg · 12: Yik Ping Lau · 13: Koos Snel · 14: Bram van der Zee · 15: Erik Wolsink · 16: Henk Woudstra · Coach: Ben Crum
1: Arianne van Leeuwen ·
2: Hanneke van Eck ·
3: Margrita van der Kolk ·
4: Alie Sok ·
5: Jacqueline Haksteen ·
6: Renate van der Vegte ·
7: Jan Sjouke van den Bos ·
8: Jan de Jager ·
9: Bram van der Zee ·
10: Erik Wolsink ·
11: Hans Heemskerk · 12: René Kruse · 13: Koos Snel · Coach: Ben Crum
1: Arianne van Leeuwen ·
2: Jitte Bukkens ·
3: Daniëlle Busch ·
4: Hanneke van Eck ·
5: Mirelle Fortuin ·
6: Ingeborg Meijerhoven ·
7: Jacqueline Haksteen ·
8: Hans Heemskerk ·
9: Aegle Frieswijk ·
10: Marco Lauf ·
11: Oscar Mulders · 12: Ron Steenbergen · 13: Erik Wolsink · 14: Bram van der Zee · Coach: Ben Crum
1: Anouk Brandt ·
2: Jiska Brandt ·
3: Mirelle Fortuin ·
4: Jitte Bukkens ·
5: Margo Coenraads ·
6: Elles Holewijn ·
7: Joyce Smits ·
8: Heleen van der Wilt ·
9: Tim Abbenhuis ·
10: Taco Poelstra ·
11: Kees Vlietstra · 12: Roger Hulzebosch · 13: Frank van het Kaar · 14: Oscar Mulders · 15: Dennis Voshart · 16: Frits Wip · Coach: Harry Dassen
1: Heleen van der Wilt ·
2: Jonni Abbenhuis ·
3: Jiska Brandt ·
4: Jacqueline Haksteen ·
5: Tim Abbenhuis ·
6: Daniël Hulzebosch ·
7: Jan Niebeek ·
8: Taco Poelstra ·
9: Leon Simons ·
10: Kees Slingerland ·
11: Dennis Voshart · Coach: Jan Hof
1: Mady Tims ·
2: Henriëtte Brandsma ·
3: Kim Cocu ·
4: Kristel Meijer ·
5: Bianca Joustra ·
6: Mirjam de Kleijn ·
7: Suzanne Struik ·
8: Mirjam Maltha ·
9: Michiel Gerritsen ·
10: Jos Roseboom ·
11: Rick Voorneveld · 12: Wim Scholtmeijer · 13: André Kuipers · 14: Tim Bakker · 15: Leon Simons · 16: Casper Boom · Coach: Jan Sjouke van den Bos
1: Mady Tims ·
2: Nadhie den Dunnen ·
3: Roxanna Detering ·
4: Marjolijn Kroon ·
5: Rosemarie Roozenbeek ·
6: Rianne Echten ·
7: Celeste Split ·
8: Suzanne Struik ·
9: Barry Schep ·
10: Jos Roseboom ·
11: Rick Voorneveld · 12: Gerald van Dijk · 13: André Kuipers  · 14: Mick Snel · 15: Erik de Vries · 16: Laurens Leeuwenhoek · Coach: Jan Sjouke van den Bos
1: Nadhie den Dunnen ·
2: Barbara Brouwer ·
3: Marjolijn Kroon ·
4: Jet Hendriks ·
5: Celeste Split ·
6: Suzanne Struik ·
7: Mirjam Maltha ·
8: Lara Boonstoppel ·
9: Danny den Dunnen ·
10: Erwin Zwart ·
11: Tim Bakker · 12: Mick Snel · 13: Richard Kunst · 14: Laurens Leeuwenhoek · 15: Nick Pikaar · 16: Friso Boode · Coach: Wim Scholtmeijer
1: Jessica Lokhorst ·
2: Esther Cordus ·
3: Barbara Brouwer ·
4: Marjolijn Kroon ·
5: Marloes Frieswijk ·
6: Celeste Split ·
7: Marjolijn Schenk ·
8: Fleur Hoek ·
9: Olav van Wijngaarden ·
10: Jordi Pasma ·
11: Erwin Zwart · 12: Harjan Visscher · 13: Mick Snel · 14: Laurens Leeuwenhoek · 15: Nick Pikaar · 16: Daan Preuninger · Coach: Wim Scholtmeijer
1: Jessica Lokhorst ·
2: Esther Cordus ·
3: Femke Faber ·
4: Brett Zuijdwegt ·
5: Sanne van der Werff ·
6: Zita Schröder ·
7: Daan Preuninger ·
9: Fleur Hoek ·
11: Olav van Wijngaarden ·
12: Terrenc Griemink ·
13: Ran Faber · 14: Harjan Visscher · 16: Alwin Out · 19: Bo Oppe · Coach: Jan Niebeek
1: Daniela Riet ·
2: Mady Tims ·
3: Jonni Abbenhuis ·
4: Joyce Smits ·
5: Heleen van der Wilt ·
6: Barbara Bakker ·
7: Mandy Loorij ·
8: Dennis Voshart ·
9: André Simons ·
10: Leon Simons ·
11: Taco Poelstra · 12: Kees Slingerland · 13: Tim Abbenhuis · 14: Daniël Hulzebosch · Coach: Jan Hof
1: Mady Tims ·
2: Bianca Joustra ·
3: Sabrina Bijvank ·
4: Samantha Schorn-Jonkman ·
5: Barbara Schouls ·
6: Mirjam Maltha ·
7: Mirjam de Kleijn ·
8: Barry Schep ·
9: Leon Simons ·
10: Michiel Gerritsen ·
11: Tim Bakker · 12: André Kuipers · 13: Jos Roseboom · 14: Steven de Graaf · 15: Wim Scholtmeijer · Coach: Jan Sjouke van den Bos
1: Mady Tims ·
2: Henriëtte Brandsma ·
3: Roxanna Detering ·
4: Kim Cocu ·
5: Rosemarie Roozenbeek ·
6: Nisha Verwey ·
7: Suzanne Struik ·
8: Mirjam Maltha ·
9: Barry Schep ·
10: Jos Roseboom ·
11: Rick Voorneveld · 12: André Kuipers · 13: Gerald van Dijk · 14: Leon Simons · 15: Casper Boom · Coach: Jan Sjouke van den Bos
1: Nadhie den Dunnen ·
2: Rosemarie Roozenbeek ·
3: Marjolijn Kroon ·
4: Rianne Echten ·
5: Celeste Split ·
6: Suzanne Struik ·
7: Lara Boonstoppel ·
8: Jos Roseboom ·
9: Friso Boode ·
10: Erwin Zwart ·
11: Tim Bakker · 12: Mick Snel · 13: Richard Kunst · 14: Laurens Leeuwenhoek · Coach: Wim Scholtmeijer
1: Nadhie den Dunnen ·
2: Sophie Hansen ·
3: Barbara Brouwer ·
4: Marjolijn Kroon ·
5: Jet Hendriks ·
6: Celeste Split ·
7: Mirjam Maltha ·
8: Lara Boonstoppel ·
9: Marijn van den Goorbergh ·
10: Erwin Zwart ·
11: Tim Bakker · 12: Mick Snel · 13: Richard Kunst · 14: Laurens Leeuwenhoek · 15: Nick Pikaar · 16: Friso Boode · Coach: Wim Scholtmeijer
1: Jessica Lokhorst ·
2: Esther Cordus ·
3: Barbara Brouwer ·
4: Marjolijn Kroon ·
5: Celeste Split ·
6: Suzanne Struik ·
7: Fleur Hoek ·
8: Olav van Wijngaarden ·
9: Jordi Pasma ·
10: Erwin Zwart ·
11: Harjan Visscher · 12: Mick Snel · 13: Laurens Leeuwenhoek · 14: Nick Pikaar · 15: Daan Preuninger · Coach: Wim Scholtmeijer
1: Esther Cordus ·
2: Barbara Brouwer ·
3: Brett Zuijdwegt ·
4: Sanne van der Werff ·
5: Celeste Split ·
6: Fleur Hoek ·
7: Richard Kunst ·
8: Olav van Wijngaarden ·
9: Harjan Visscher ·
10: Mick Snel ·
11: Laurens Leeuwenhoek · 12: Jelmer Jonker · 13: Daan Preuninger · 14: Femke Faber · Coach: Jan Niebeek
1: Esther Cordus ·
2: Nienke Hintzbergen ·
3: Brett Zuijdwegt ·
4: Sanne van der Werff ·
5: Daniëlle Boadi ·
6: Fleur Hoek ·
7: Jessica Lokhorst ·
8: Olav van Wijngaarden ·
9: Harjan Visscher ·
10: Koen van Roekel ·
11: Ran Faber · 12: Alwin Out · 13: Daan Preuninger · 14: Julian Frieswijk · Coach: Ard Korporaal